# Heiko
Heiko (2007) é uma curta-metragem portuguesa, realizada por David Bonneville e produzida pela Fundação Calouste Gulbenkian. Tem a duração de 13 minutos.
O filme baseia-se na relação de um esteta de 70 anos de idade que mantém uma relação perversa com um jovem chamado Heiko.

## Elenco
- José Manuel Mendes
- Jaime Freitas

## Principal Seleção de Festivais
Best Short Film Award no 24º MixCopenhagen International Film Festival
Menção Especial no 10º Slamdance Film Festival, Park City, Utah, nos E.U.A. (estreia mundial)
Toronto InsideOut Film Festival, Canadá
Transylvania International Film Festival, Romènia
RUSHES Shorts Film Festival, Londres, UK
IndieLisboa Festival de Cinema, Portugal
Torino G&L Film Festival, Itália